# Big Five (orquestras)
No contexto de Música Clássica nos Estados Unidos, o Big Five (ou Cinco Grandes) se refere as cinco maiores e melhores Orquestras dos Estados Unidos. Esse termo começou a ser usado no final da década de 1950. O Big Five é, em ordem de fundação:
- Orquestra Filarmônica de Nova Iorque (1842)
- Orquestra Sinfônica de Boston (1881)
- Orquestra Sinfônica de Chicago (1891)
- Orquestra de Filadélfia (1900)
- Orquestra de Cleveland (1918)

## Origens
O termo "Big Five" (Cinco Grandes) foi criado por volta de quando muitas gravações de Orquestra se tornaram disponíveis e as cinco orquestras que formavam esse grupo, que realizva as gravações, tinha uma série anual de concertos em Nova Iorque.
O termo "Big Five" é atualmente considerado por muitos ultrapassado, mas isso se tornou tão comum e sinônimo de qualidade que muitas orquestras estadunidenses procuram chegar nesse nível.
Uma variedade de críticos de música, tanto nível local como nacional, defendem novos membros para esse seleto escalão. Atualmente os críticos dizem que a Filarmônica de Los Angeles, Sinfônica de São Francisco, Orquestra Sinfônica de Pittsburgh, Orquestra de Minnesota e Orquestra Sinfônica de Saint Louis são as orquestras frequentemente mencionadas.